# 茲納姆揚卡 (哈爾科夫區)
49°45′45″N 35°45′11″E / 49.76250°N 35.75306°E
茲納姆揚卡（烏克蘭語：Знам'янка）是位於烏克蘭東部的村莊，由哈爾科夫州哈爾科夫區的新沃多拉哈市鎮負責管轄。該村面積1.2平方公里，海拔高度127米，2001年人口479，人口密度每平方公里399.2人。